# Mazar-i-Sharif
Mazar-i-Sharif, Mazar-e-Sharif, ou ainda Mazar e Xarife e Mazar i Xarife (em persa: مزار شریف; romaniz.: Mazār-e Sharīf), é uma cidade do norte do Afeganistão, capital da província de Bactro. A língua dominante na cidade é o dari.
O nome da cidade significa "O túmulo do magnífico". Naquela cidade estariam os restos mortais de Ali; um guerreiro islâmico, primo e genro do profeta Maomé e seu segundo sucessor, para os xiitas ou quarto sucessor, segundo os sunitas. A tumba de Ali e a mesquita erguida posteriormente é o destino de inúmeros peregrinos às vésperas do ano-novo afegão (o nauroz).
Depois de os talibãs terem tomado o controlo da maior parte do Afeganistão, Mazar-i-Sharif permaneceu como bastião dos grupos de oposição durante vários anos. Entre maio e julho de 1997, os talibãs tentaram conquistar a cidade, mas sem sucesso. Acabaram por conseguir capturá-la a 8 de agosto de 1998, o que, segundo relatos, deu origem a uma matança.
A 9 de novembro de 2001, a cidade foi recapturada pela Aliança do Norte, com o auxílio dos Estados Unidos. Mas em 14 de agosto de 2021, a cidade foi recapturada pelo Talibã.

## Galeria

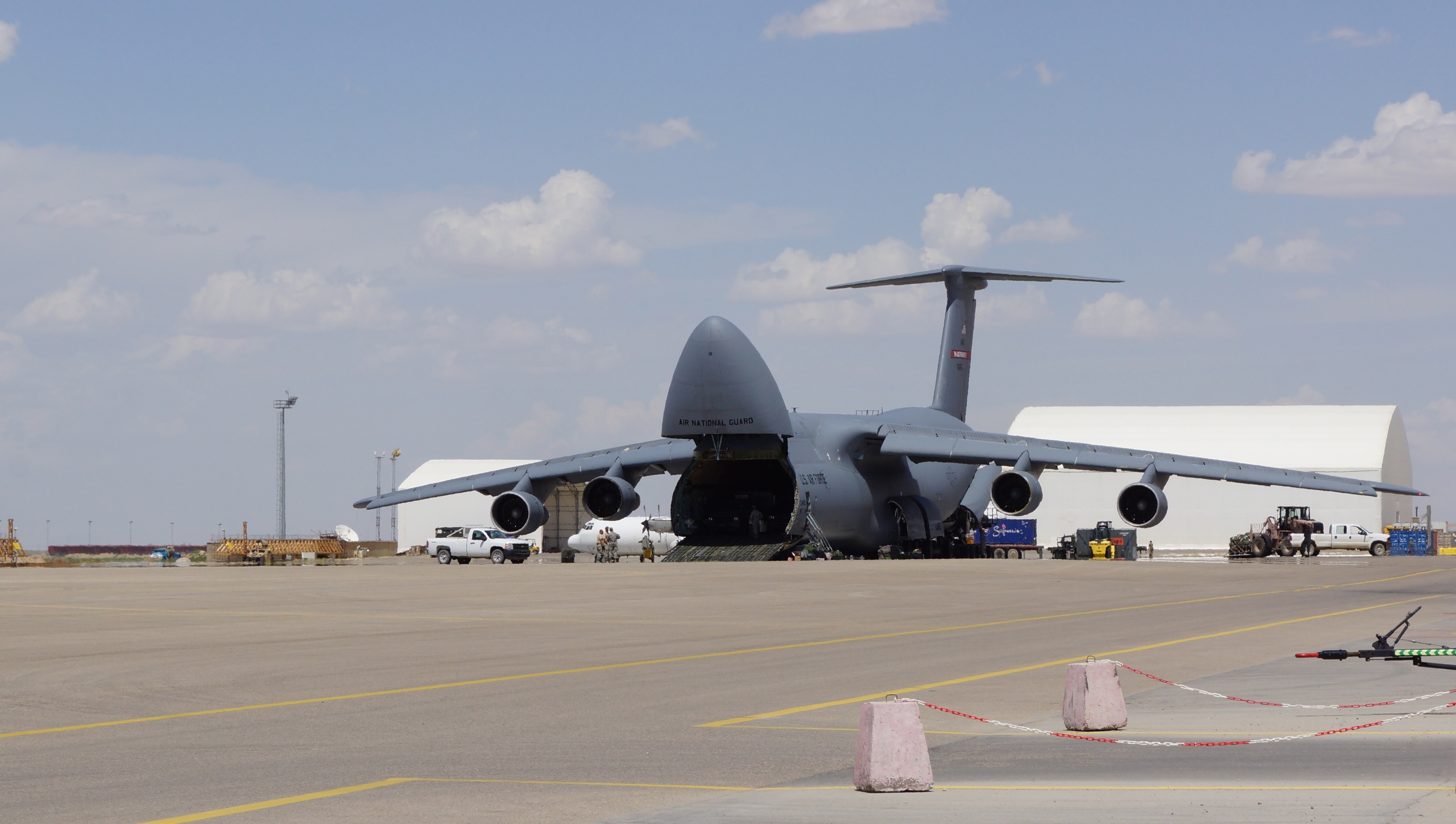
Aeroporto de Mazar e Xarife
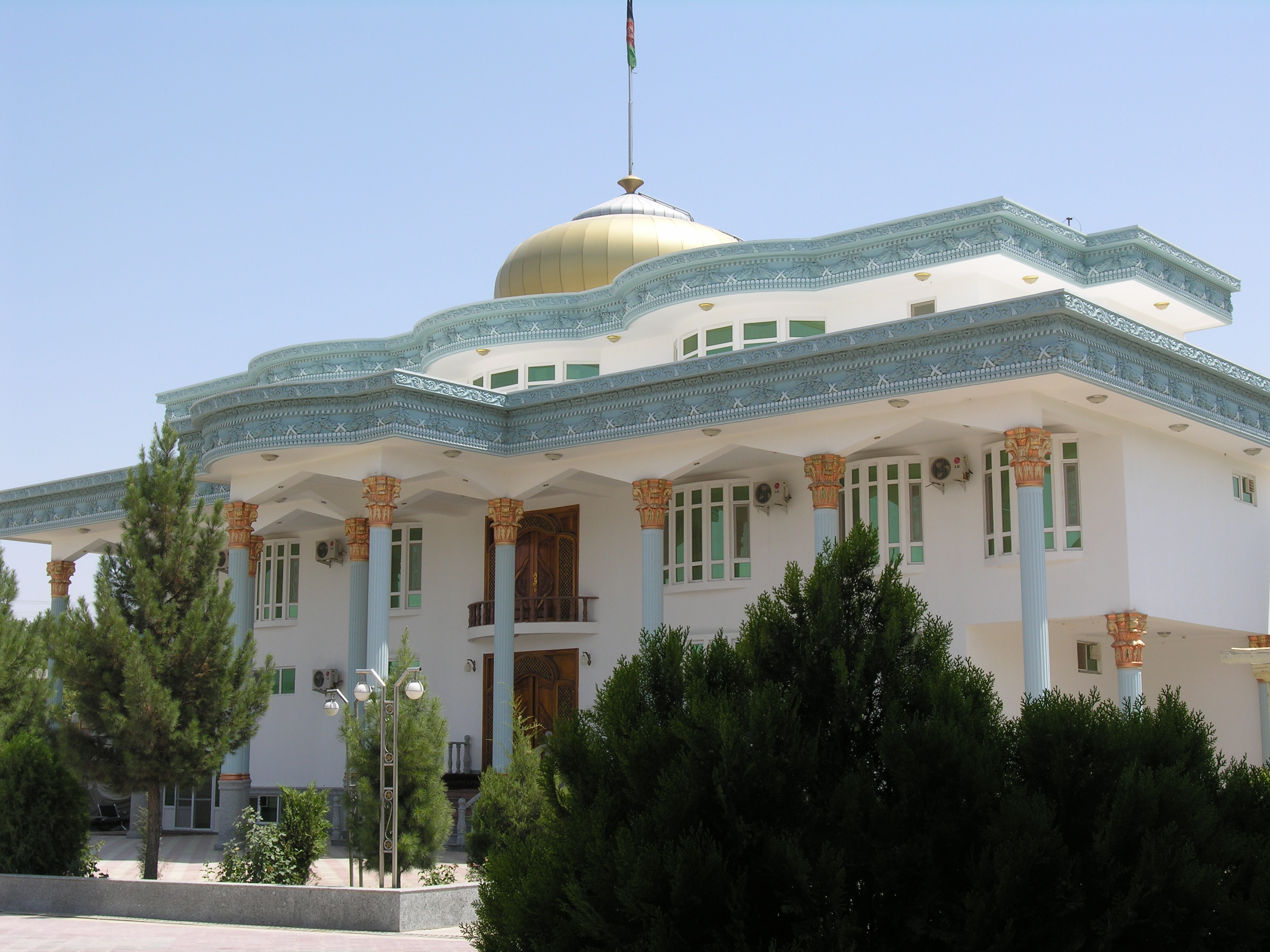
Palácio do Governador
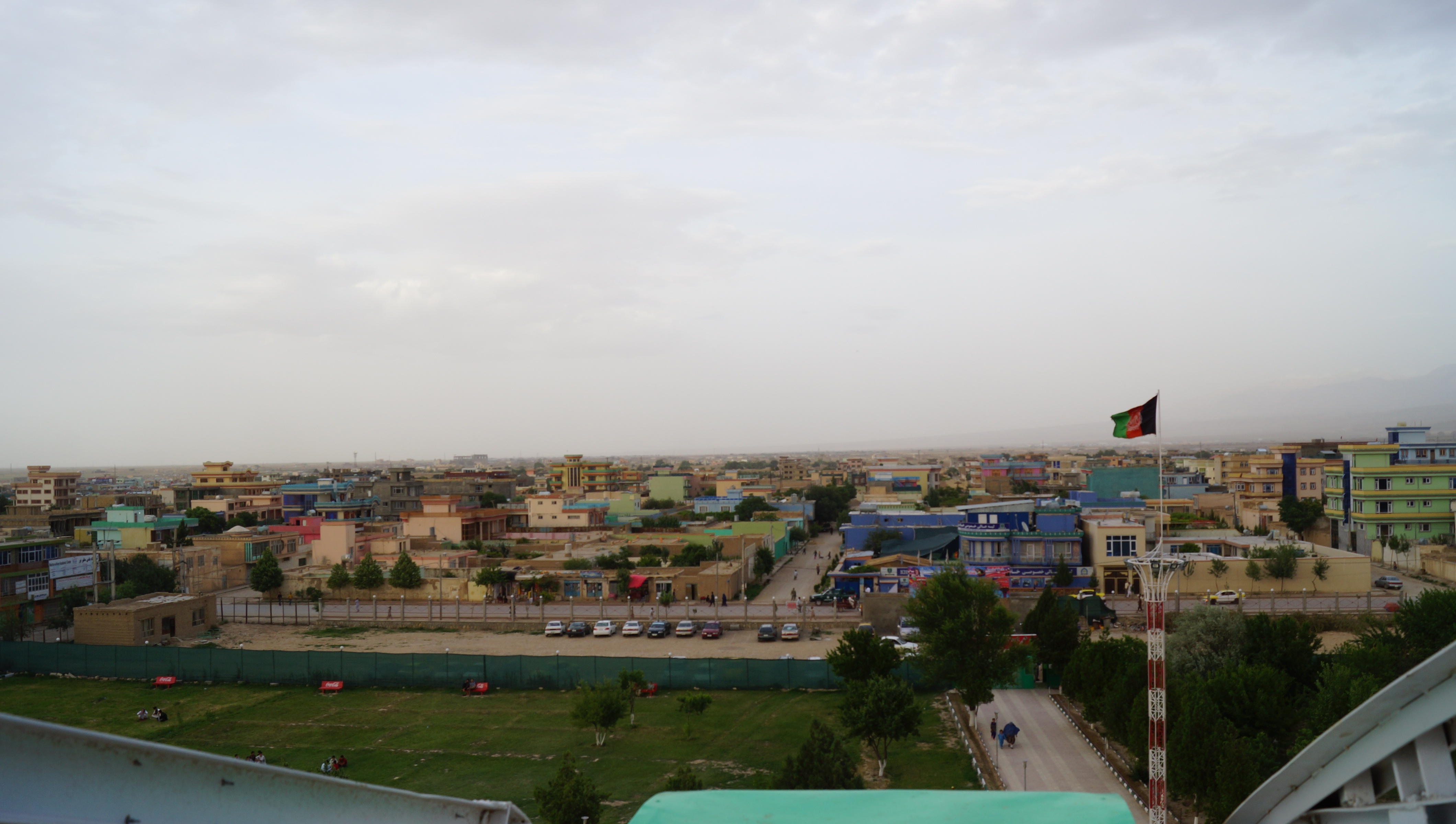
Parque
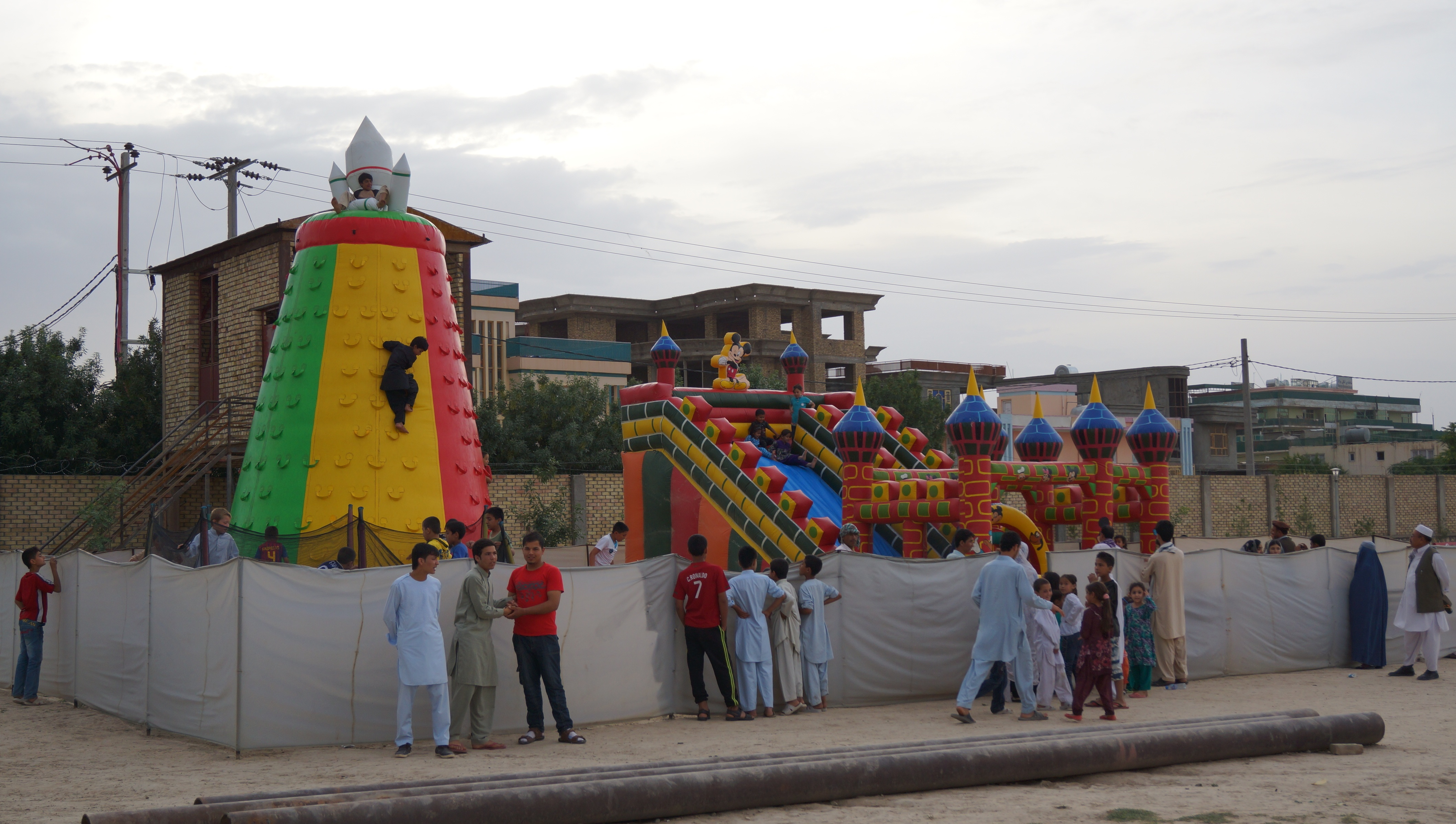
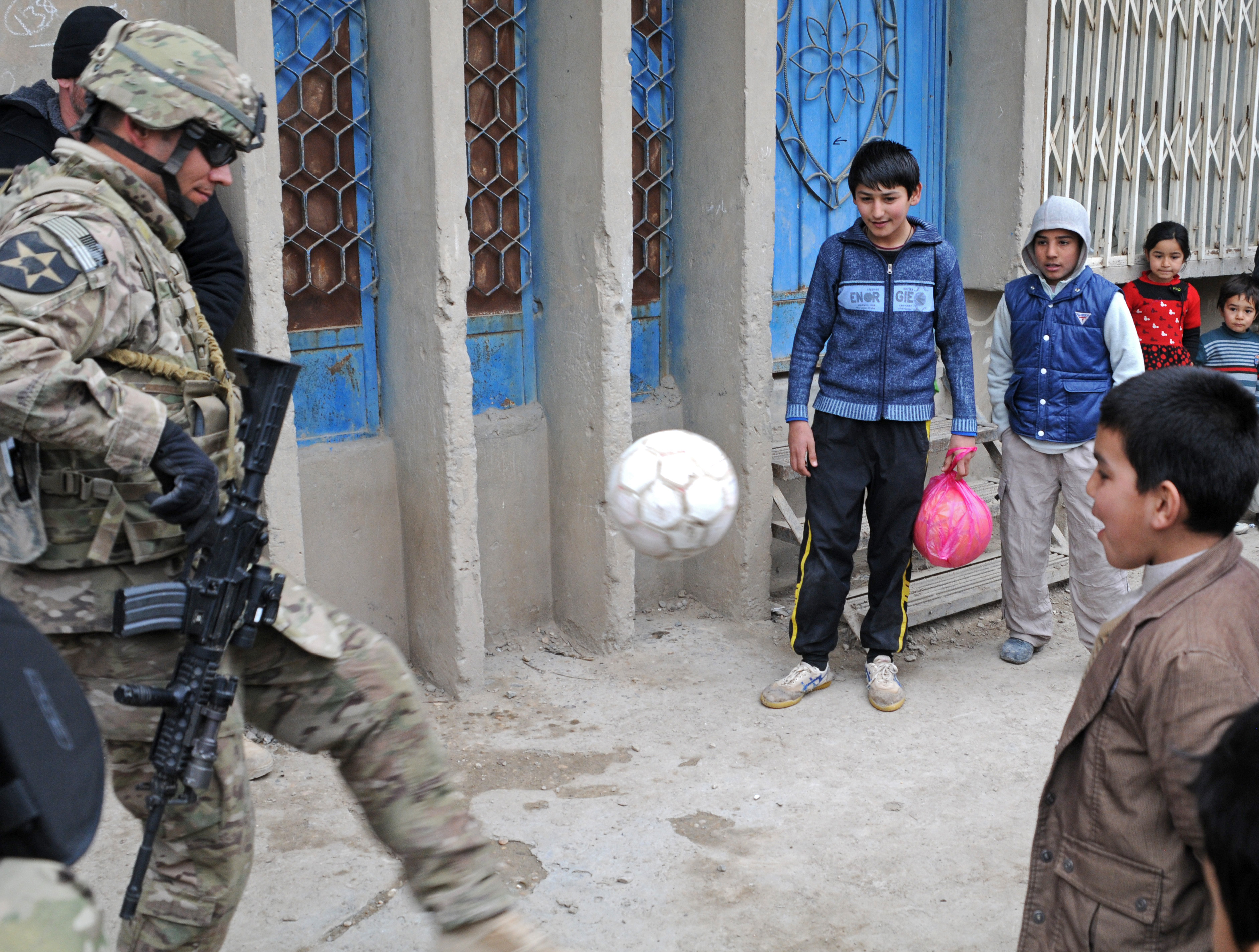